# Emiko Ikeda
Emiko Ikeda (池田 英美子?, Ikeda Emiko; ...) è una sciatrice alpina giapponese paralimpica che ha gareggiato ai Giochi paralimpici invernali del 1988 a Innsbruck, vincendo una medaglia di bronzo.

## Carriera
Ha rappresentato il Giappone ai Giochi paralimpici di Innsbruck 1988 ed ha vinto il bronzo nella gara di slalom gigante categoria LW10. Con il tempo di 1:52.32 si è piazzata terza, dietro all'atleta svizzera Françoise Jacquerod, medaglia d'oro in 1:14.65 e alla statunitense Marilyn Hamilton, argento in 1:39.48

## Palmarès

### Paralimpiadi
- 1 medaglia:
  - 1 bronzo (slalom gigante LW10 a Innsbruck 1988)